# Волфганг Волф
Волфганг Волф (на немски: Wolfgang Wolf, роден на 24 септември 1957 в Тифентал (Пфалц)) е германски футболен треньор и бивш футболист. На 1 юли 2009 г. Волф е назначен за старши треньор на гръцкия първодивизионен отбор Шкода Ксанти.

## Кариера като футболист
Първият отбор на Волф е Хетенлайделхайм, където играе до 1976 г. След това отива в Кайзерслаутерн (1976-88), а в края на кариерата си носи екипите на Щутгартер Кикерс (1988–92) и Манхайм (1992–94).

## Най-големи успехи като футболист
Класиране за Купата на УЕФА 1979–82, както и финалист за Купата на Германия с екипа на Кайзерслаутерн. Класиране в Първа Бундеслига с Щутгартер Кикерс. Изиграва 308 мача в Първа Бундеслига и отбелязва 16 гола.

## Кариера като треньор
В края на 2005 г. Волф поема изпадналия в криза отбор от Първа Бундеслига Кайзерслаутерн по желание на феновете от Пфалц, но не успява да спаси клуба от изпадане във Втора Бундеслига, въпреки че значително подобрява играта на „червените дяволи“ от Бетценберг. След като става ясно, че лаутерите няма да могат да се върнат обратно в първа дивизия, договорът на специалиста е прекратен, а до края на сезона отборът се ръководи от неговия помощник Волфганг Функел. От лятото на 2009 г. Волф е привлечен в гръцкия елитен клуб Шкода Ксанти.
- Щутгартер Кикерс (1994 до 24 февруари 1998, където е и изпълнителен директор на клуба; братът на Волфганг Арно Волф е помощник-треньор и наставник на младежкия отбор.
- Волфсбург (23 март 1998 до 3 март 2003)
- Нюрнберг (30 април 2003 до 31 октомври 2005, до 31 декември 2003 е и изпълнителен директор, като от 1 януари 2004 е заменен от тази му функция по собствено желание от Мартин Бадер)
- Кайзерслаутерн (21 ноември 2005 до 11 април 2007)

## Най-големи успехи като треньор
- 1996 Класиране от Регионалната лига във Втора Бундеслига с Щутгартер Кикерс.
- 1999 Класиране за Купата на УЕФА с Волфсбург
- 2004 Класиране в Първа Бундеслига с Нюрнберг

## Лични данни
Волфганг Волф е баща на футболиста Патрик Волф, който от сезон 2008/09 е картотекиран в младежкия отбор на Нюрнберг, както и в дублиращия отбор на севернобаварците.